# Pile et Face
Cet article possède un paronyme, voir Pile ou face (homonymie).
Pour plus de détails, voir Fiche technique et Distribution.
Pile et Face dans la plupart de la francophonie ou Les Portes du destin au Québec (Sliding Doors en version originale) est un film américano-britannique réalisé par Peter Howitt et sorti en 1998.

## Synopsis
Après avoir été licenciée, Helen décide de rentrer chez elle. L'histoire se scinde en deux lorsqu'elle arrive sur le quai du métro. Dans une première version, elle manque la rame et ne peut ainsi découvrir que son petit ami est en train de la tromper dans leur appartement. Dans la seconde version, elle attrape la rame à temps et surprend son petit ami au lit avec son ex. Cet épisode anodin de sa vie (rater ou pas une rame de métro) va bouleverser son existence...

## Fiche technique
Sauf indication contraire, les informations mentionnées dans cette section peuvent être confirmées par la base de données cinématographiques IMDb,  présente dans la section « Liens externes ».
- Titre original : Sliding doors
- Titre français : Pile et Face
- Titre québécois : Les Portes du destin
- Réalisation : Peter Howitt
- Scénario : Peter Howitt
- Musique : David Hirschfelder
- Décors : Maria Djurkovic
- Costumes : Jill Taylor
- Photographie : Remi Adefarasin
- Montage : John Smith
- Production déléguée : Guy East
- Production : Philippa Braithwaite
- Sociétés de production : Intermedia Films, Mirage Enterprises (en), Miramax Films, Paramount Pictures
- Sociétés de distribution : Miramax, AMLF
- Pays d'origine :  États-Unis,  Royaume-Uni
- Langue originale : anglais
- Format : couleur (Technicolor) - 1,85:1 - 35 mm - son Dolby
- Genre : comédie romantique
- Durée : 99 minutes
- Dates de sortie :
  - États-Unis et Canada : 26 janvier 1998 (Festival du film de Sundance) ; 24 avril 1998 (sortie limitée) ; 1er mai 1998 (sortie nationale)
  - Royaume-Uni : 1er mai 1998
  - France : 14 octobre 1998
  - Belgique : 14 octobre 1998

## Distribution
- Gwyneth Paltrow (V. F. : Barbara Kelsch ; V. Q. : Natalie Hamel-Roy) : Helen Quilley
- John Hannah (V. F. : Emmanuel Salinger ; V. Q. : Daniel Picard) : James Hammerton
- John Lynch (V. F. : Bruno Choël ; V. Q. : Antoine Durand) : Gerry Flanagan
- Jeanne Tripplehorn (V. F. : Pascale Vital ; V. Q. : Anne Bédard) : Lydia
- Zara Turner (V. F. : Marjorie Frantz ; V. Q. : Charlotte Bernard) : Anna
- Douglas McFerran (V. F. : Bruno Abraham-Kremer ; V. Q. : Bernard Fortin) : Russell
- Kevin McNally : Paul
- Paul Brightwell (V. F. : Boris Rehlinger ; V. Q. : Pierre Auger) : Clive

## Distinctions

### Récompenses
- Prix du cinéma européen 1998 : meilleur scénariste pour Peter Howitt
- Prix 1998 de la guilde des critiques russes : meilleure actrice étrangère pour Gwyneth Paltrow

### Nominations et sélections
- BAFTA Awards 1999 : prix Alexander Korda du meilleur film britannique